# Hypovertex saxicola
Hypovertex saxicola är en kvalsterart som beskrevs av Sitnikova 1975. Hypovertex saxicola ingår i släktet Hypovertex och familjen Scutoverticidae. Inga underarter finns listade i Catalogue of Life.